# Csáb
Csáb (szlovákul: Čebovce) község Szlovákiában, a Besztercebányai kerületben, a Nagykürtösi járásban.

## Fekvése
Nagykürtöstől 10 km-re délnyugatra, a Korponai-dombvidék völgyében fekszik. A Csábi-patak és a Meggypatak határolja.

## Története

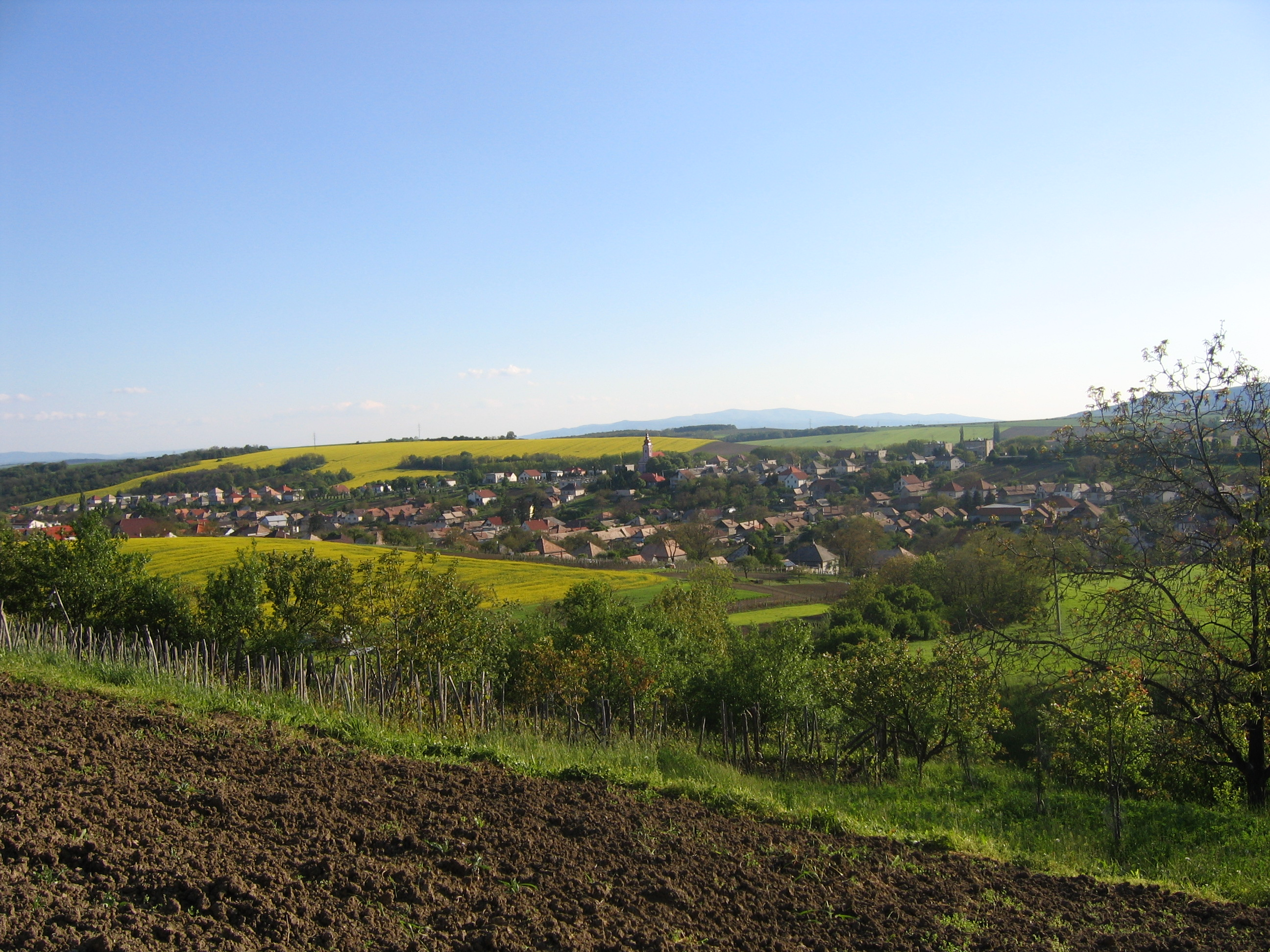
Csáb látképe

A falu területe a régészeti leletek tanúsága szerint már a bronzkorban (György Márton partalja domboldalon) lakott volt.
A falu eredetileg nem a mai helyén, hanem a Györgymárton-partalja nevű falurészen feküdt, ahol régi pincék üregei és korabeli tárgyak kerültek elő. A falu temploma valamikor a domb tetején állott. A régi falut 1241-ben a tatárok pusztították el, a lakosság a közeli erdőkbe, hegyekbe menekült.
A falut 1272-ben "Chab" néven említik először, amikor azt a Hont-Pázmány nembeli Lampert comes fiának, Demeter ispánnak adta. Később századokon át a Balassák birtoka, akiknek kastélyuk is állt itt. A hagyomány szerint a kastélyban Balassi Bálint is gyakran tartózkodott. A kastély még 1880-ban is állt, de később teljesen elpusztult. Mára nyoma sem maradt. 1715-ben malom és 68 háztartás volt a településen. A 18. században a falu birtokának egy részét a Zichy család szerezte meg. 1828-ban 112 házában 674 lakos élt. A 19. század közepén a faluban 8 urasági, 32 paraszti és 52 zsellérház állt. A 601 lakosból ekkor 587 magyar volt. A falu lakói favágással, fuvarozással, földműveléssel, állattenyésztéssel foglalkoztak.
Vályi András szerint "CSÁB. Cebovce. Magyar, és tót falu Hont Vármegyében, földes Ura Gróf Balassa Uraság, lakosai katolikusok, fekszik Nógrád Vármegyének szomszédságában, Kékkőtöl egy, és negyed rész mértföldnyire, határbéli földgye jó, legelője elég, fája mind a’ kétféle, termékeny szőlő hegye jó bort terem, első Osztálybéli."
Fényes Elek szerint "Csáb, (Csabovcze), magyar falu, Hont vmgyében, ut. p. B. Gyarmathoz északra 1 1/2 mfd. 696 kath. lak. Kath. paroch. templom. Vendégfogadó. Szőlőhegy. Vizimalom a Kürtös vizén. F. u. b. Balassa, gr. Zichy."
A trianoni békeszerződésig területe Hont vármegye Ipolynyéki járásához tartozott. Az első bécsi döntés alapján 1938 és 1945 között ismét Magyarországhoz került, ekkor Nógrád vármegyébe osztották be.

## Népessége
| Év:            | 1994. | 2004.   | 2014.   | 2024.   |
| -------------- | ----- | ------- | ------- | ------- |
| Emberek száma: | 1079  | 1029    | 1072    | 1009    |
| Eltérés:       |       | -4,63 % | +4,17 % | -5,87 % |

| Év:            | 2023. | 2024.   |
| -------------- | ----- | ------- |
| Emberek száma: | 1013  | 1009    |
| Eltérés:       |       | -0,39 % |

1880-ban 575 lakosából 499 magyar, 43 szlovák, 6 német anyanyelvű és 27 csecsemő volt. 530 római katolikus, 30 evangélikus, 14 zsidó és 1 református lakta a falut.
1890-ben 636 lakosából 633 magyar és 1 szlovák anyanyelvű volt.
1900-ban 714 lakosából 707 magyar és 6 szlovák anyanyelvű volt.
1910-ben 774 lakosából 762 magyar, 12 szlovák anyanyelvű, ebből 738 római katolikus, 24 evangélikus, 11 zsidó és 1 református volt.
1921-ben 769 lakosából 704 magyar és 58 csehszlovák volt.
1930-ban 810 lakosából 604 magyar és 204 csehszlovák volt.
1941-ben 805 lakosából 792 magyar és 12 szlovák volt.
1970-ben 1018 lakosából 925 magyar és 93 szlovák volt.
1980-ban 989 lakosából 829 magyar és 159 szlovák volt.
1991-ben 1100 lakosából 874 magyar és 222 szlovák volt.
2001-ben 1056 lakosából 760 magyar és 285 szlovák volt.
2011-ben 1063 lakosából 704 magyar és 306 szlovák volt.
2021-ben 1044 lakosából 578 magyar (+63; 55,3%), 447 (+51) szlovák, 3 német, 1 cigány, 1 olasz, 1 egyéb és 13 ismeretlen nemzetiségű volt.

## Neves személyek
- Itt született a Zichy-család első grófjának, Zichy István tárnokmesternek az édesanyja, csábi Csáby Sára.
- Itt született 1784-ben Szeder Fábián János bencés szerzetes, tudós tanár, néprajzi író, egyben a magyar néprajztudomány elindítója.
- Itt született 1811-ben Hőnigh Ignác, Zólyom vármegye főorvosa, orvosi szakíró.
- Itt szolgált Pompéry Aurél római katolikus segédlelkész, könyvtáros.

## Nevezetességei

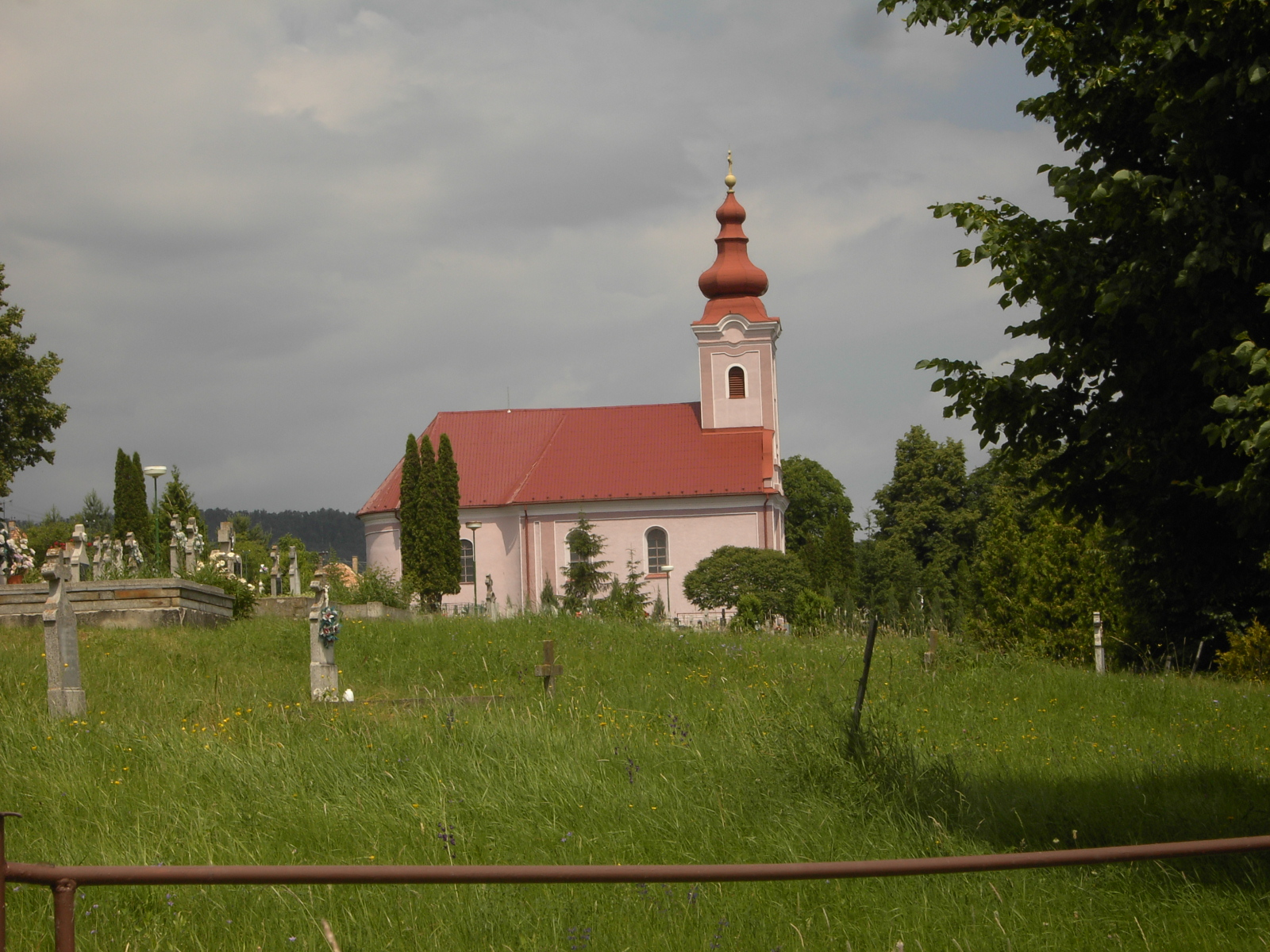
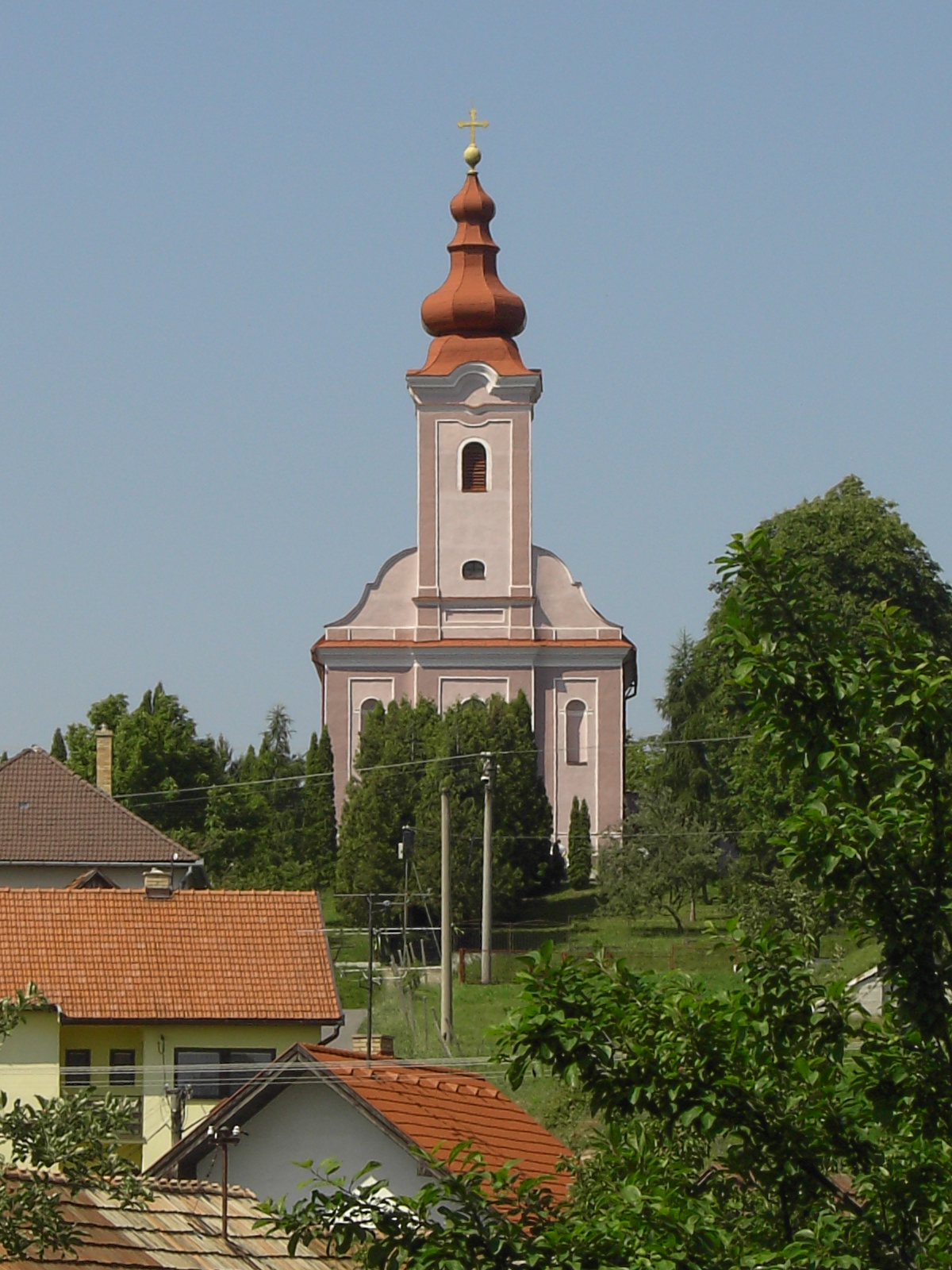
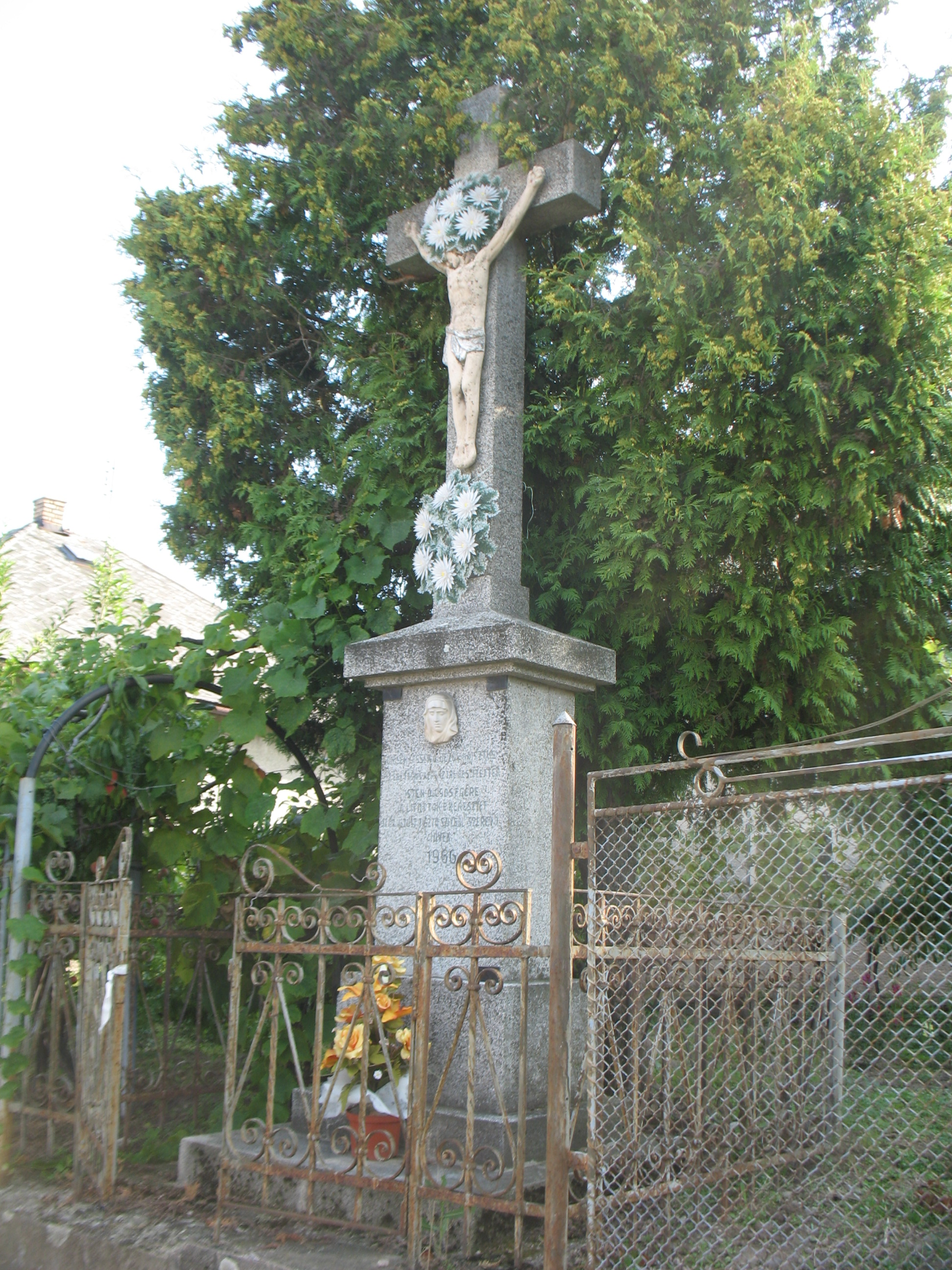
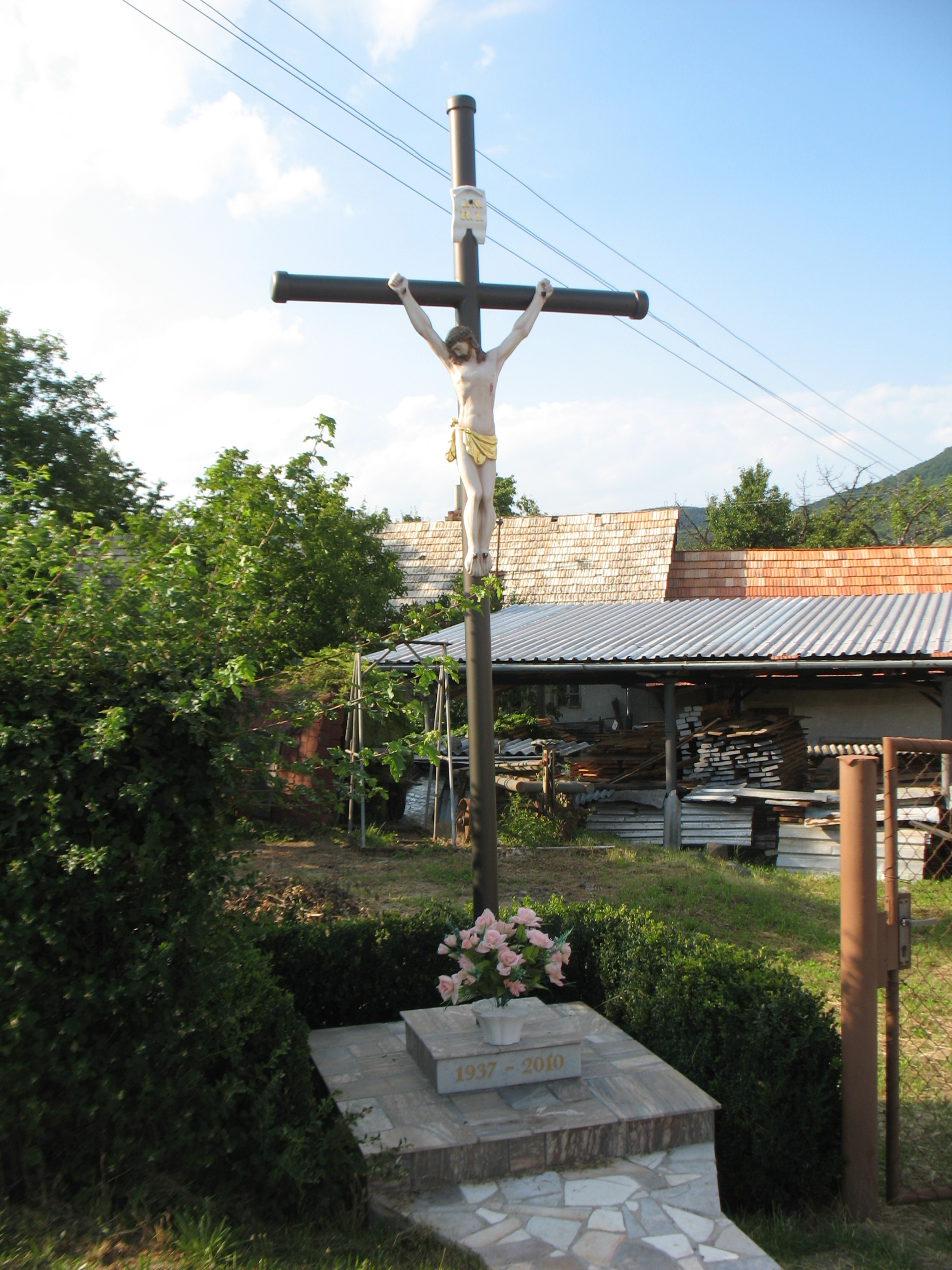
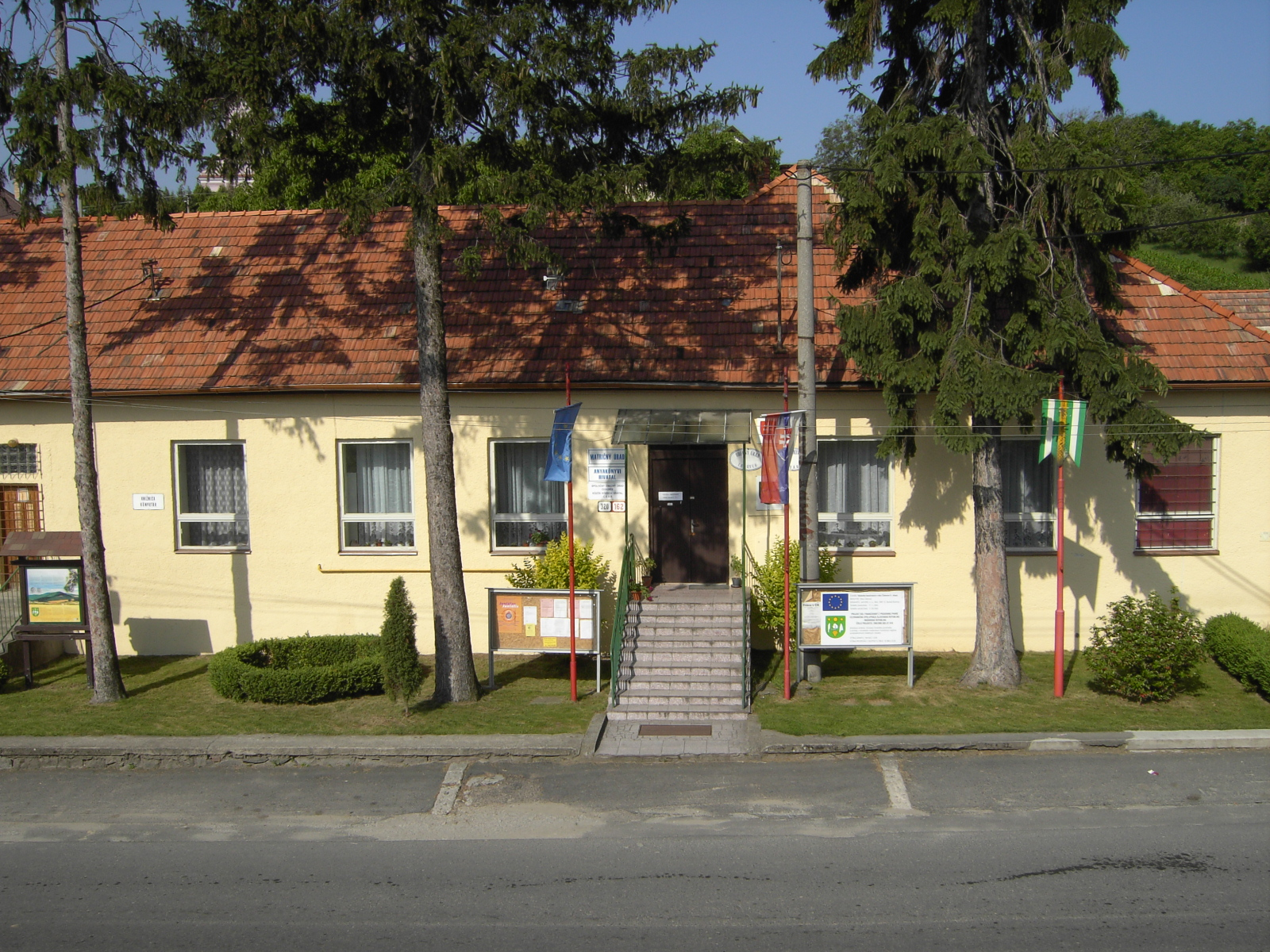
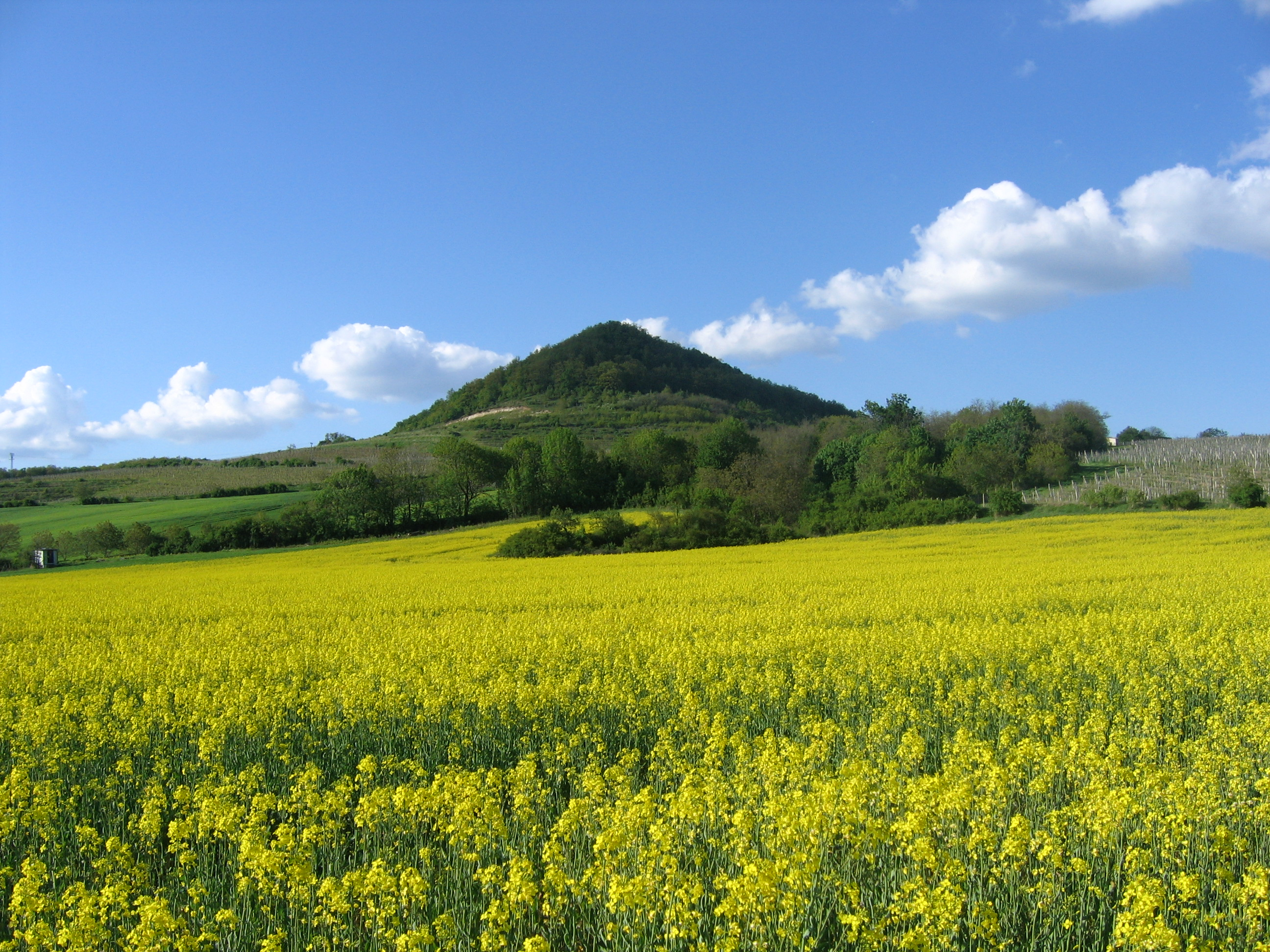

- Szűz Mária tiszteletére szentelt római katolikus temploma 1768-ban épült, késő barokk stílusban.
- Nepomuki Szent János kőszobra, 1800-ból való.
- A faluban sok szép népi építésű parasztház áll.
- Homokkőbe vájt pincéi folyosószerű kiképzésűek.